# 국도 제68호선 (미국)

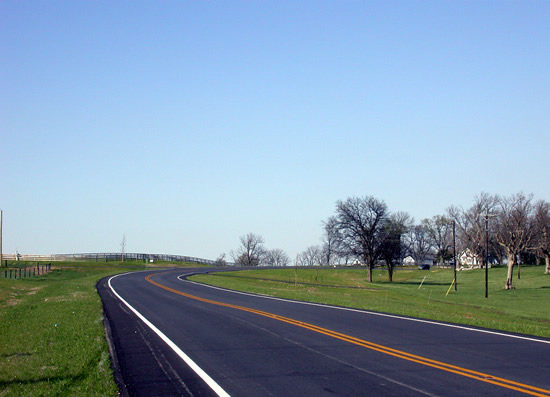
켄터키주 머서군을 관통하고 있는 US 68의 모습

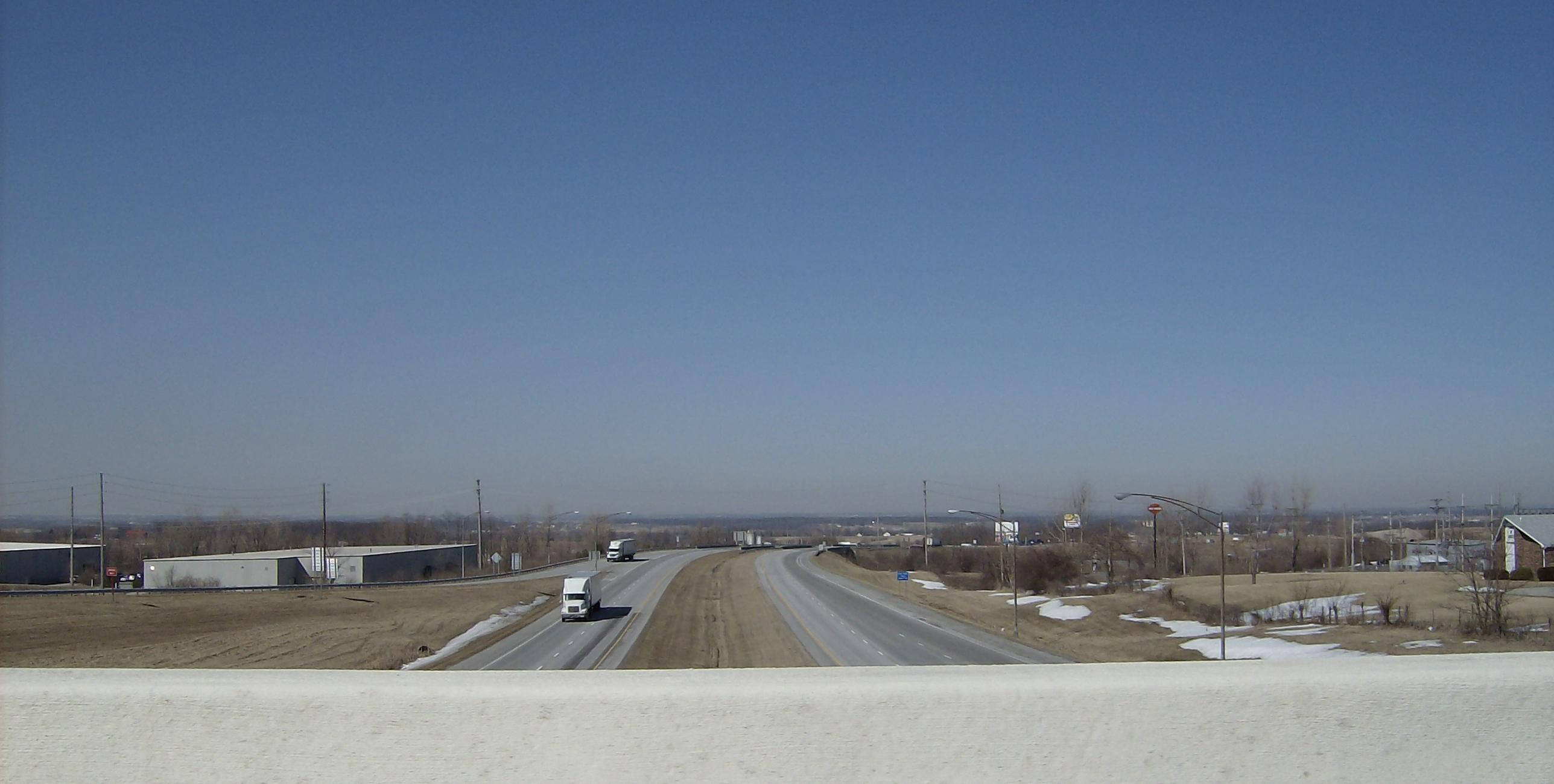
오하이오주 벨폰테인의 교차로에서 접촉하고 있는 US 33, US 68이 서로 만나는 모습.

국도 제68호선(U.S. Route 68)은 미국 켄터키주의 레이들랜드에서 오하이오주의 핀들레이까지 이르는 총 연장 900 km(560 mi) 구간을 이르고 있는 미국의 일반 국도이다. 그러나 해당 국도의 기점인 레이들랜드에서는 US 62와 접촉하고 있는 반면, 한 때에는 종점을 털리도 북쪽 지역으로 연신하였던 적이 있었지만, 지금은 핀들레이로 단축되었으며, 단축되자마자 종점부와 만나게 되는 교차로에서는 주간고속도로 제75호선과도 합류한다. 주요 경유지상으로 볼 때 US 68은 켄터키주에서는 동서로, 오하이오주에서는 남북으로 이어준다.

## 접촉하고 있는 도로
※ 접촉하고 있는 도로들 중에서 주도나 군도 등은 기술 대상에서 제외한다.
주간고속도로
- 주간고속도로 제24호선
- 주간고속도로 제69호선
- 주간고속도로 제169호선
- 주간고속도로 제165호선
- 주간고속도로 제65호선
- 주간고속도로 제64호선
- 주간고속도로 제71호선
- 주간고속도로 제70호선

국도
- 국도 제62호선
- 국도 제641호선
- 국도 제41호선
- 국도 제231호선
- 국도 제31W호선
- 국도 제31E호선
- 국도 제27호선
- 국도 제52호선
- 국도 제50호선
- 국도 제22호선
- 국도 제35호선
- 국도 제42호선
- 국도 제40호선
- 국도 제36호선
- 국도 제33호선

## 관련 국도 노선
- US 168
- 미국 국도 제68호선의 특별 도로